# Moritz Stoppelkamp
Moritz Stoppelkamp (Duisburg, 11 december 1986) is een Duits voetballer die doorgaans als middenvelder speelt. In juli 2023 verruilde hij MSV Duisburg voor Rot-Weiß Oberhausen.

## Carrière
Stoppelkamp speelde in de jeugdopleidingen van MSV Duisburg, Fortuna Düsseldorf en Rot-Weiss Essen. Bij die laatste club brak hij ook door in het profvoetbal. In 2008, nadat hij verhuurd was geweest aan Rot-Weiß Erfurt, verkaste de middenvelder naar Rot-Weiß Oberhausen. Bij die club speelde hij twee jaar, voordat hij overgenomen werd door Hannover 96. Écht overtuigen kon Stoppelkamp niet in Hannover en in 2012 maakte hij daarom ook de transfer naar 1860 München.
In 2014 maakte hij een overgang naar het dan net naar de Bundesliga gepromoveerde SC Paderborn 07. Op 20 september 2014 scoorde hij met een schot vanaf 83 meter tegen zijn oude club Hannover 96. In 2016 ging hij naar Karlsruher SC, waar hij zijn handtekening zette onder een verbintenis voor de duur van twee seizoenen. Een jaar later verkaste hij naar MSV Duisburg, de club waar hij ook in de jeugd actief was geweest. Bij Duisburg verlengde hij in juni 2019 zijn aflopende contract met twee seizoenen. Medio 2023 verkaste hij naar zijn oude club Rot-Weiß Oberhausen.